# Битва при Магнезии
Би́тва при Магне́зии произошла зимой 190—189 годов до н. э. между римской армией во главе со Сципионом Азиатским и армией Селевкидского государства во главе с Антиохом III и стала решающим сражением Сирийской войны. Селевкидская армия была разгромлена.

## Предыстория
К моменту битвы при Магнезии война велась между Римом и государством Селевкидов (Сирийским царством) за восстановление влияния первого в Восточном Средиземноморье вот уже восемь лет. Начало военных действий ознаменовала высадка Антиоха III осенью на острове Эвбея. На сторону Антиоха перешли Этолийский и Беотийский союзы, Элея, Мессения, магнеты из южной Фессалии и афаманты восточного Эпира, остальные эпироты колебались. Римлян поддержали Ахейский союз, Македония, Афины и фессалийцы.

## Силы сторон
Два основных исторических описания битвы взяты из «Ab Urbe Condita Libri» Ливия и «Syriaca» Аппиана. Оба автора едины в оценке размера армий: римляне имели около 30 тыс. человек, Селевкиды — около 72 тыс. Однако современные историки расходятся во мнениях по этому вопросу: одни согласны с первоисточниками, в то время как другие оценивают размер каждой из армии около 50 тыс. Кроме того, в распоряжении римлян было 16 боевых слонов, в то время как Селевкиды выставили 54. Популярная легенда о составе двух армий гласит, что Антиох якобы спросил Ганнибала, хватит ли его огромного и хорошо вооруженного войска для Римской республики, чтобы на что Ганнибал едко ответил: «Этого вполне достаточно для римлян, какими бы жадными они ни были».
Левым крылом Селевкидов командовали сын Антиоха Селевк и его племянник Антипатр. В его состав входили киртианские пращники и элимейские лучники, 4 тыс. пельтастов, 1,5 тыс. иллирийцев, 1,5 тыс. карийцев и киликийцев и 1 тыс. критян. Остальная часть левого крыла состояла из 2500 галатийских и 500 тарентийских легких кавалеристов, 1000 царских кавалеристов, 3000 катафрактов, 2000 каппадокийских пехотинцев, 16 боевых слонов и других сил легкой пехоты численностью 2700 человек. Центр был образован македонской фалангой в 16 тыс. человек под командованием мастера над слонами Филиппа. Она была разделена на десять таксонов по 1,6 тыс. человек, каждый шириной по 50 человек и глубиной по 32 человека. Двадцать боевых слонов были разделены на пары и расставлены в промежутках между таксеями при дальнейшей поддержке 1500 галатийских и 1500 атийских пехотинцев. Правым флангом командовал Антиох, состоявший из 3000 катафрактов, 1000 всадников агемы, 1000 аргираспидов из царской гвардии, 1200 дахийских конных лучников, 2500 мисийских лучников, 3000 критских и иллирийских стрелков легкой пехоты, 4,5 тыс. куртийских пращников и эламитских лучников, а также резерва из 16 боевых слонов. Впереди основных сил, перед левым флангом, были расставлены отряды колесниц с косами и отряд арабских лучников на верблюдах, а непосредственно справа от них Миннионас и Зевксис командовали 6000 псилойскими легкими пехотинцами. Лагерь охраняли 7 тыс. наименее боеспособных солдат.
Левым крылом римлян командовал легат Гней Домиций Агенобарб. Она насчитывала 10,8 тыс. тяжелых пехотинцев, набранных из числа римлян и союзников, а также четыре кавалерийские роты численностью от 100 до 120 человек. Центр также состоял из 10,8 тыс. римских и латинских тяжелых пехотинцев, которыми командовал лично Сципион. Римская пехота была разделена на три линии, причем самые молодые солдаты стояли впереди, образуя более открытый и гибкий строй, чем их противники. Правый фланг, возглавляемый Эвменом, состоял из 2,8-3 тыс. кавалеристов, большинство из которых составляли римляне, а также пергамский отряд в 800 человек. Впереди главных сил римлян шли 3 тыс. ахейских и пергамских легких пехотинцев и 800 критских и иллирийских лучников. Арьергард был сформирован из 2000 фракийских и македонских добровольцев и 16 африканских боевых слонов, которые считались слабее азиатских собратьев у Селевкидов.

## Ход событий
Войска Сципиона Азиатского и Антиоха встретились недалеко от Магнезии. В день битвы стояла влажная и пасмурная погода. Перед битвой прошел сильный дождь, поэтому утром землю покрывал густой туман. С наступлением дня туман поднялся вверх, но облака так и висели над полем битвы. Когда войска выстраивались, было очень сумрачно. Тит Ливий, Зонара и Аппиан утверждают, что влага от тумана размягчила луки, пращи и ремни дротиков сирийских воинов, но отнюдь не повредила римлянам, использовавшим тяжёлые пилумы. Вполне возможно, что они преувеличивают трудности сирийцев, так как пергамская лёгкая пехота действовала эффективно.
Сражение началось атакой сирийских серпоносных колесниц. Пергамский царь Евмен II приказал выдвинуться вперед критским лучникам, пращникам, римским метателям дротиков и нескольким турмам конницы. Римляне и их союзники действовали в рассыпном строю. Они обстреливали колесницы со всех сторон, стараясь целиться в лошадей, а также громкими и нестройными криками пугали их. При приближении противника подвижные пехотинцы уклонялись от столкновения. Одни колесницы остановились из-за гибели лошадей. Лошади других заметались. Сирийские возницы не выдержали. Часть из них повернули назад, а другие отступали по направлению к центру, к слонам. Всадники Евмена их преследовали и громкими криками усиливали панику. В стремлении избежать столкновения с серпами и обезумевшими лошадьми арабские воины на верблюдах расстроили свои ряды. Смятение перекинулось также и на катафрактов. В конце концов, колесницы и верблюды покинули все пространство между двумя армиями. После этого с обеих сторон был подан знак тяжёлым войскам начать сражение.
Римско-пергамская конница двинулась в атаку. Лёгкие селевкидские войска не пришли в себя после смятения, вызванного колесницами, и сразу бежали. Это оставило без поддержки тяжёлую конницу Антиоха III. Атаку же римских всадников, видимо, поддержала легкая и тяжелая пехота правого фланга. В результате тяжелая сирийская конница левого фланга была смята и бежала. Часть катафрактов, лишённых поддержки строя, союзники настигли и поодиночке истребили.
На другом фланге дела римлян шли не так успешно как на правом. Антиох с тяжелой конницей и легковооруженными воинами Зевксиса оттеснил малочисленных римских всадников и ударил во фланг легионерам одновременно с лобовой атакой остальной конницы. В результате целый легион был опрокинут и бежал по направлении к лагерю. Его Антиох и Зевксис преследовали. Военный трибун Марк Эмилий Лепид, бывший начальником римского лагеря, вывел за укрепления всю лагерную охрану, 2 тысячи македонян и фракийцев. Сначала он попытался остановить бегство римлян бранью и угрозами, но видя безысходность своих угроз, приказал фракийцам и македонянам убивать тех, кто бежал впереди. В конце концов он добился своего. Отступление прекратилось и легионеры восстановили строй. Здесь, прикрытые с тыла лагерными стенами римляне сразу отразили атаку вражеских всадников. В это время лёгкая пехота Зевксиса обошла лагерь с другой стороны, ворвалась через неохраняемые укрепления и занялись грабежом. Толпа обозной прислуги, находившихся в лагере, вырвавшись, бежали на запад. Панические слухи, распускаемые этими беглецами, оказались первыми известиями о битве, которые достигли Греции и Рима. После того, как Антиох прекратил атаки на легионеров и воинов Лепида, римляне выбили сирийских мародёров из лагеря.
Дело началось со столкновения легковооруженной пехоты, выигранного римлянами. Легковооруженные сирийцы отступили, после чего фаланга сомкнула строй. Затем в дело вступила римская тяжелая пехота. Атаковать вражеское войско македонская фаланга оказалась не в состоянии, так как к этому времени весь левый фланг армии Антиоха бежал, а конница, лёгкая и тяжёлая пехота римлян зашла во фланг и в тыл сирийскому центру. По Аппиану, Домиций непосредственно руководил окружением фаланги. Это указывает на то, что римляне обошли также правый фланг царской армии, пользуясь уходом селевкидской конницы к римскому лагерю. Фаланга ощетинилась во все стороны сариссами. Ливий пишет об обстреле фаланги пилумами легионеров, и в последующей атакой римская пехоты ворвавшись в промежутки между разделенными отрядами сирийской фаланги рубя и коля гладиусами опрокинули селевкидскую фалангу и обратили сирийцев в повальное бегство пехоты, а Аппиан — луками и копьями (лат. kontos). Аппиан утверждал, что римляне не вступали в рукопашную с фалангистами, но к этому утверждению нужно относиться с известной осторожностью. Возможность сокрушить тяжеловооруженную пехоту за короткий период времени одним обстрелом представляется маловероятным из-за относительно низкой эффективности оружия дальнего боя античности. Иногда преимущественно с помощью оружия дальнего действия одерживались победы над греческими гоплитами и римскими легионерами, но в этих случаях тяжелую пехоту изматывали многочасовым или многодневным обстрелом. В других известных нам случаях боев римлян с македонской фалангой легионеры не ограничивали сражение обстрелом фаланги.
Ливий и Аппиан передавали различную точку зрения участвовавших в сражении частей римской армии. Ливий передает точку зрения участвовавшей в сражении римской пехоты: основное внимание уделяется после атаки римской конницы тому что римская пехота в центре сокрушила в прямом столкновении разделенную на 10 отрядов сирийскую фалангу. Аппиан же передает точку зрения участвовавших в сражении пергамских отрядов, в основном действовавших в качестве конников и легковооруженных, и потому описывавших битву как победу легковооруженных (то есть себя самих) над сирийской фалангой. Так как за короткий промежуток времени легковооруженные и конница не могли дротиками и стрелами обратить в бегство многотысячную фалангу, то следует предпочесть свидетельство Ливия о решающем ударе римской пехоты в разгроме селевкидской фаланги.
Пока не совсем ясна роль слонов в сражении. Тит Ливий описывает столкновение с ними после упоминания обстрела фаланги легионерами, но при этом пишет так, как если бы слоны стояли в промежутках фаланги. Между тем, по Аппиану, фаланга сомкнулась после отхода легковооруженных. Согласно Ливию, римляне использовали опыт, накопленный в экспедиции против Карфагена 204—201 гг. до н. э. Пехотинцы уклонялись от столкновения с животными, метали им в бока пилумы. Они старались подобраться к слонам сзади, чтобы подрубить мечами сухожилия. Проникновение легионеров в промежутки фаланги до отхода слонов кажется сомнительным. Они не могли бы держать строй и могли подвергнуться удару в тыл со стороны фалангистов. Описание Ливия больше подходит к бою перед строем фаланги. То, что слонов в начале битвы выдвинули вперед, следует из Зонары. В то же время Аппиан упоминает о бегстве слонов ещё после начала отхода фаланги, причем его рассказ допускает предположение, что слонов победили легковооруженные и всадники римлян. Вероятно, речь идет о разных этапах сражения. Остается также неясным, что делали слоны, стоявшие за сирийской конницей на обоих флангах.
Пока все это происходило в центре, Аттал, брат Евмена, поспешил к римскому лагерю на выручку левому флангу с отрядом из 200 (по Ливию) или 400 (согласно упоминанию Аппиана) всадников. В тот момент Антиох наконец прекратил бой у лагеря и повернул назад. Воины сирийского царя без труда отбросили и рассеяли отряд Аттала, но к моменту их возвращения на поле битвы уже ничего нельзя было изменить. Царь бежал в направлении Сард. Бой ещё шел у селевкидского лагеря. Охрана лагеря и часть отступающих воинов оказала упорное сопротивление в воротах и перед валом. На какое-то время они остановили противника, но римляне, жаждущие добычи, все же смогли сломить их оборону и ворвались внутрь. По Аппиану, это произошло ещё до бегства Антиоха, по Ливию, — уже после него. В лагере и за его пределами пошла резня. Воины Антиоха, смешавшиеся с верблюдами, колесницами и слонами, в беспорядке бежали. Обезумевшие слоны не слушались вожаков и топтали своих. Пергамская и римская конница преследовали врага, убивая всех, кого настигали.

## Потери сторон
Ливий сообщает, что Антиох потерял убитыми 50 тысяч пехотинцев и 3 тысячи всадников. В плен, согласно Ливию, попало 1400 человек и 15 слонов с погонщиками. По Аппиану, было убито и взято в плен до 50 тысяч человек. Марк Юниан Юстин пишет о 50 тысячах убитых и 11 тысячах пленных. У римлян, по Ливию, погибло 24 всадника, не более 300 пехотинцев и 25 воинов Евмена. Аппиан пишет то же самое, только потери Евмена он снижает до 15 всадников. Ливий также упоминает о большом количестве раненных римлян. Сообщая эти цифры, Ливий употребляет слово «говорят». Античные историки обычно использовали этот оборот в тех случаях, когда не были уверены в правильности предоставленной им информации. Аппиан же добавляет, что всех римлян убил Антиох, подразумевая конницу его правого фланга.

## Последствия

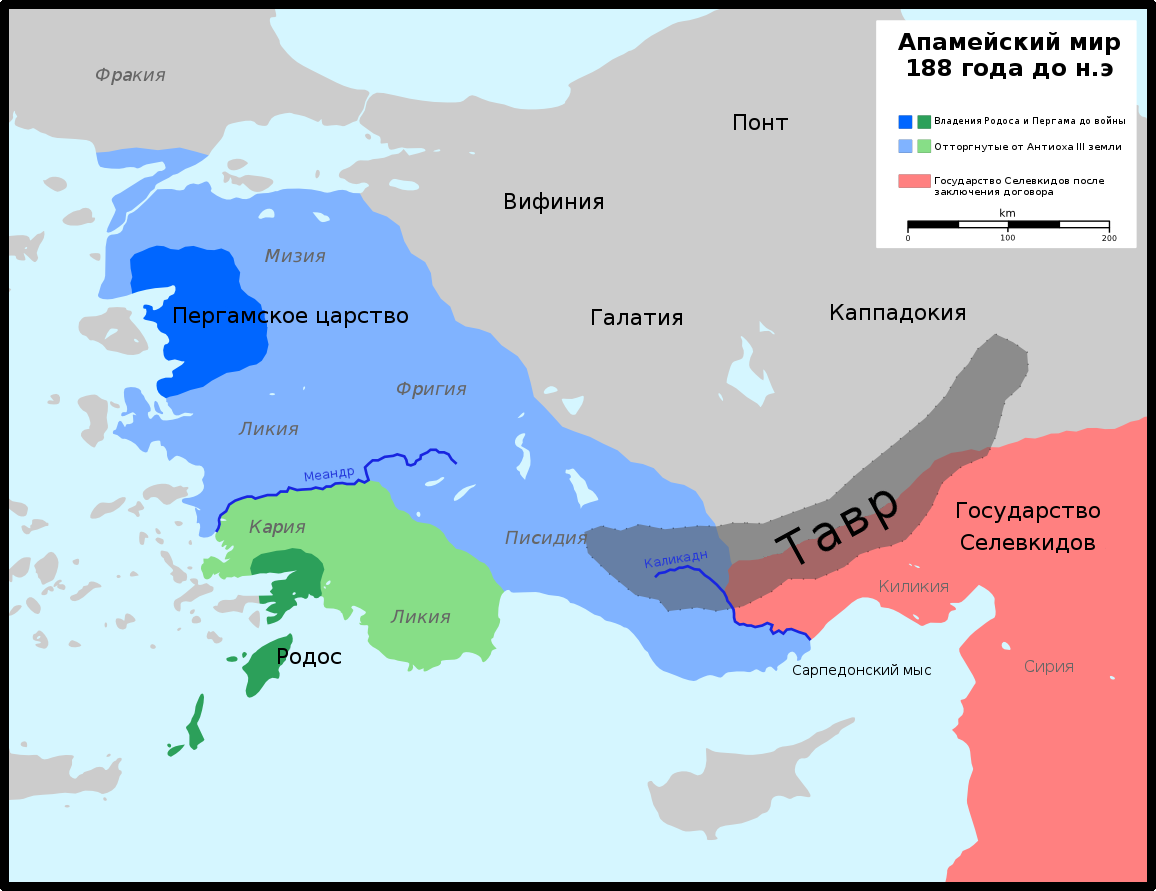
Территориальные уступки Антиоха по итогам войны с Римом

Потерпев при Магнезии катастрофическое поражение и лишившись почти всего войска, сирийский царь бежал, приказав своим послам принять все требования римлян. В 188 до н. э. был подписан Апамейский договор, по которому Антиох должен был выполнить все требования победителя - оставить все земли к западу от Таврских гор, а также выплатить контрибуцию в размере 15 000 талантов римлянам и еще 500 талантов пергамскому царю.
В следующем, 187 до н. э. Антиох, пытаясь найти средства на выплату огромной военной контрибуции, взяв с собой отряд воинов, ночью напал на храм Бэла в Элимаиде с целью захватить находящиеся там сокровища. Но когда о грабеже почитаемого храма стало известно окружающему населению (элимеям),  сбежались местные жители, которые были отличными стрелками из лука (Liv. 37, 40; Strab. 16, 744 сл.). Они перебили весь отряд Антиоха вместе с ним самим.